# Loja (Grenade)
 (février 2023).
La mise en forme du texte ne suit pas les recommandations de Wikipédia : il faut le « wikifier ».
Les points d'amélioration suivants sont les cas les plus fréquents. Le détail des points à revoir est peut-être précisé sur la page de discussion.
- Les titres sont pré-formatés par le logiciel. Ils ne sont ni en capitales, ni en gras.
- Le texte ne doit pas être écrit en capitales (les noms de famille non plus), ni en gras, ni en italique, ni en « petit »…
- Le gras n'est utilisé que pour surligner le titre de l'article dans l'introduction, une seule fois.
- L'italique est rarement utilisé : mots en langue étrangère, titres d'œuvres, noms de bateaux, etc.
- Les citations ne sont pas en italique mais en corps de texte normal. Elles sont entourées par des guillemets français : « et ».
- Les listes à puces sont à éviter, des paragraphes rédigés étant largement préférés. Les tableaux sont à réserver à la présentation de données structurées (résultats, etc.).
- Les appels de note de bas de page (petits chiffres en exposant, introduits par l'outil «  Source ») sont à placer entre la fin de phrase et le point final[comme ça].
- Les liens internes (vers d'autres articles de Wikipédia) sont à choisir avec parcimonie. Créez des liens vers des articles approfondissant le sujet. Les termes génériques sans rapport avec le sujet sont à éviter, ainsi que les répétitions de liens vers un même terme.
- Les liens externes sont à placer uniquement dans une section « Liens externes », à la fin de l'article. Ces liens sont à choisir avec parcimonie suivant les règles définies. Si un lien sert de source à l'article, son insertion dans le texte est à faire par les notes de bas de page.
- La présentation des références doit suivre les conventions bibliographiques. Il est recommandé d'utiliser les modèles {{Ouvrage}}, {{Chapitre}}, {{Article}}, {{Lien web}} et/ou {{Bibliographie}}. Le mode d'édition visuel peut mettre en forme automatiquement les références.
- Insérer une infobox (cadre d'informations à droite) n'est pas obligatoire pour parachever la mise en page.

Pour une aide détaillée, merci de consulter Aide:Wikification.
Si vous pensez que ces points ont été résolus, vous pouvez retirer ce bandeau et améliorer la mise en forme d'un autre article.
Pour les articles homonymes, voir Loja.
Lojà est une ville située dans la province de Grenade dans la communauté autonome d'Andalousie en Espagne.

## Géographie

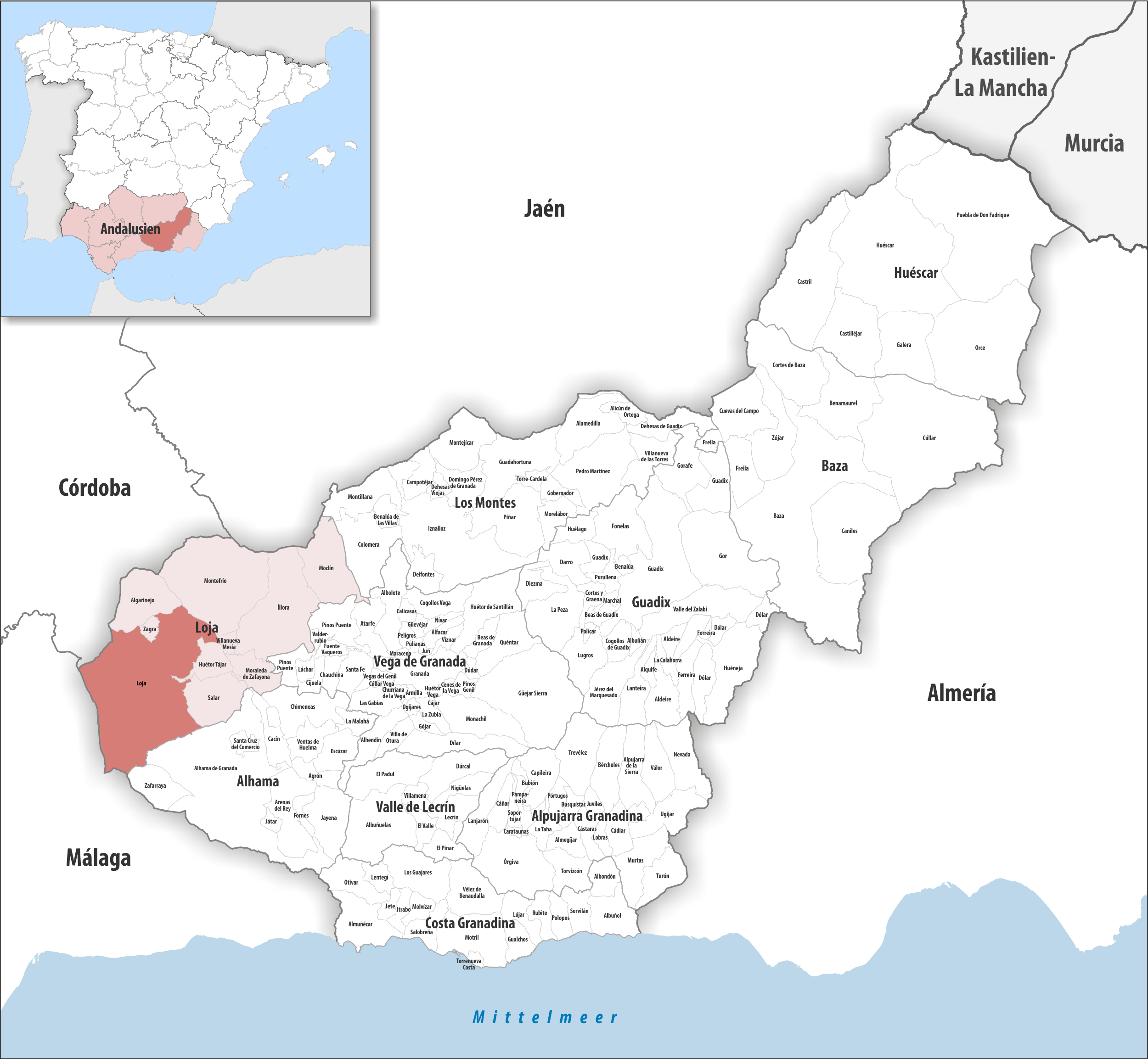
Loja dans la comarque de Loja, province de Grenade / en Andalousie

### Localisation
La commune de Loja se trouve dans la pointe ouest de la province de Grenade et dans le sud-ouest de la comarque de Loja. Elle jouxte quatre commune de la province de Malaga à l'ouest et au sud-ouest, et une commune de la province de Cordoue au nord-ouest.
Grenade est à 53 km à l'est ;
Malaga à 77 km sud-sud-ouest ;
Madrid à 458 km nord ;
Gibraltar à 205 km sud-ouest (distances par route).

### Hameaux et villages
Le territoire de Lojà inclut 21 bourgades, avec :
- Milanos (ou Cortijo de los Granadillos)
- Los Arenales
- Cuesta La Palma
- Dehesa de los Montes
- Fuente Camacho
- Plines
- Los Alazores
- Cuesta Blanca
- La Esperanza
- La Fábrica
- El Frontil
- Manzanil
- Riofrío
- Agicampe
- Ventorros de Balerma
- Ventorros de la Laguna
- Ventorros de San José
- Venta del Rayo
- Venta Santa Bárbara
- La Rozuelas
- El Bujeo

### Transports
Desservie par l'autoroute A-92, qui est l'axe de communication principal andalou, désormais voie de communication majeure de la Communauté autonome d'Andalousie qui relie les grandes capitales de la Province. Grâce à cette autoroute, les aéroports de Malaga et de Grenade sont respectivement à 40 et 20 minutes.
Nous pouvons aussi rejoindre la ville par le chemin de fer, qui fait trois arrêts dans la ville : Lojà, San Francisco et Riofrío. La voie ferrée relie Lojà à n'importe quelle ville d'Espagne.
Lojà est aussi desservie par un service d'autobus qui la relie au reste de l'Espagne à la fréquence d'un départ et arrêt chaque heure à peu près.

### Généralités
Ville bâtie autour d'une forteresse maure « La Alcazaba », Elle défendait l'entrée de la vallée du rio Genil serpentant depuis Grenade à l'est au milieu des massives gorges de la cordillère Bétique, pour aller se jeter à l'ouest dans le Guadalquivir à Cordoue.
Sa population totale atteint ainsi un peu plus de 21 000 habitants, dont 16 000 résidents à Lojà même. La superficie totale de la commune est de 454,7 km2, dont 300 km2 de plaines fertiles et 150 km2 de zone de moyenne montagne. Son altitude culmine à 1 670 m dans la Sierra Gorda mais les zones habitées se situent aux environs de 500 m d'altitude. L'endroit est une porte naturelle entre la haute et la basse Andalousie.

## Histoire
Au-delà des mythes et des fictions, nous pouvons désormais de source sûre admettre que l'occupation du territoire lojeño remonte aux temps paléolithiques.
La grotte du Coquino est l'un des témoins du Néolithique récent caractéristique de l'Andalousie orientale, avec les céramiques décorées de la Culture des grottes (es).
Lojà acquiert véritablement sa dimension urbaine durant le Moyen Âge. Forteresse d'Ali-Atar, beau-père du roi de Grenade Boardil, sa position à l'entrée de la vallée du Genil qui ouvre sur la région de Grenade l'avait fait dénommer « La clef de Grenade ». Ville frontalière, son nom arabe signifiait « gardien ». Elle fut en effet la sentinelle la plus avancée de la véga[Quoi ?] de Grenade. La population approximative dès cette époque atteignait déjà près de 7 000 habitants.
Elle devient chrétienne après la Reconquista par Isabelle et Ferdinand, leur ouvrant la porte à la conquête de Grenade en 1492.
L'influence du royaume de Grenade se ressent à Lojà, ville stratégique enclavée dans la vallée du Genil entre deux sierras. Son alcazaba mauresque domine le paysage, perchée sur un éperon rocheux et escortée par les clochers chrétiens.

## Personnalités liées à Lojà
- Ibn al-Khatib : né à Lojà en 1313, il devient un polygraphe illustre. Influent vizir à la cour de l'Alhambra pendant le règne des rois Yusuf 1er et Mohammed V. Usé par les intrigues de palais, il doit quitter cette cour qui finit par le condamner pour hérésie. Il est emprisonné et meurt étranglé dans sa cellule au printemps de 1375 de notre ère. Son œuvre littéraire (plus de 70 ouvrages) qui traite de tous les sujets régissant la vie de ses contemporains lui ont valu le surnom « d'historien de Grenade ».
- Ali-Atar († 1483) : gouverneur militaire de la Forteresse de Lojà. Il est le père de Moreima, future épouse du roi Boabdil de Grenade. Sa statue se trouve à la Alcazaba de Lojà.
- Moreima (1467-1493) : fille de Ali-Atar, elle épouse d'amour le roi Boabdil de Grenade et le suit en exil à sa déchéance. Sa statue se trouve sur le chemin qui mène à la Alcazaba de Lojà.
- Isabelle Ire de Castille (1451-1504), dite « Isabelle la Catholique » : elle a séjourné à Lojà pendant la reconquista et à cette occasion prononce une phrase désormais restée célèbre : « Lojà fleur entre les épines ». Cette devise est toujours inscrite sur le blason de la ville.
- Gonzalve de Cordoue (en espagnol Gonzalo Fernández de Cordoba), dit Gran Capitan (1483-1515) : gouverneur militaire de Lojà entre 1508 et 1515. Sa statue se trouve sur une place de la ville ; et le pont sur le Genil, qui relie Lojà au bourg de San Francisco, porte son nom.
- Alonso de Mercadillo († 1560), conquistador, né à Loja, fondateur de Loja en Équateur (côte ouest d'Amérique du Sud).
- Washington Irving (1783-1859) : écrivain, historien et politicien américain, 10e ministre des États-Unis en Espagne ; il a décrit le siège de Lojà par les armées chrétiennes et sa défense par le roi Boabdil, puis sa reddition, dans son livre Histoire de la conquête de Grenade[6].
- Général Rámon Maria Narvaez y Campo (1800-1868) : militaire et homme politique ; a présidé à plusieurs occasions les gouvernements de la reine Isabelle II d'Espagne. Il a sa statue à Lojà. Figure emblématique de la richesse et du pouvoir Lojeña, plusieurs édifices de la ville subsistent encore de nos jours : les jardins, son mausolée et son palais, actuel Hôtel de ville de Lojà.
- Rafael Pérez del Álamo (es) (1829-1911) : en 1861, il prend la tête de la révolte des paysans (rebelión del los campesinos) désespérés par leurs conditions de vie imposées par le pouvoir tyrannique d'une partie de l'oligarchie locale. Les révoltés fédérés autour de lui barricadent la ville pendant 5 jours.